# Galapagar
Galapagar település Spanyolországban, Madrid tartományban. Galapagar Las Rozas de Madrid, Villanueva del Pardillo, Colmenarejo, El Escorial, San Lorenzo de El Escorial, Guadarrama, Collado Villalba, Moralzarzal, Hoyo de Manzanares és Torrelodones községekkel határos. Lakosainak száma 36 184 fő (2024).

## Népesség
A település népessége az utóbbi években az alábbiak szerint változott:
| Lakosok száma | 23 693 | 28 255 | 30 007 | 31 820 | 32 930 | 32 380 | 32 903 | 33 742 | 34 834 | 36 184 |
|               | 2001   | 2004   | 2007   | 2009   | 2012   | 2014   | 2017   | 2019   | 2022   | 2024   |